# Elaeocarpus polyandrus
Elaeocarpus polyandrus är en tvåhjärtbladig växtart som beskrevs av Albert Charles Smith. Elaeocarpus polyandrus ingår i släktet Elaeocarpus och familjen Elaeocarpaceae. Inga underarter finns listade i Catalogue of Life.